# Fàbrica (construcció)

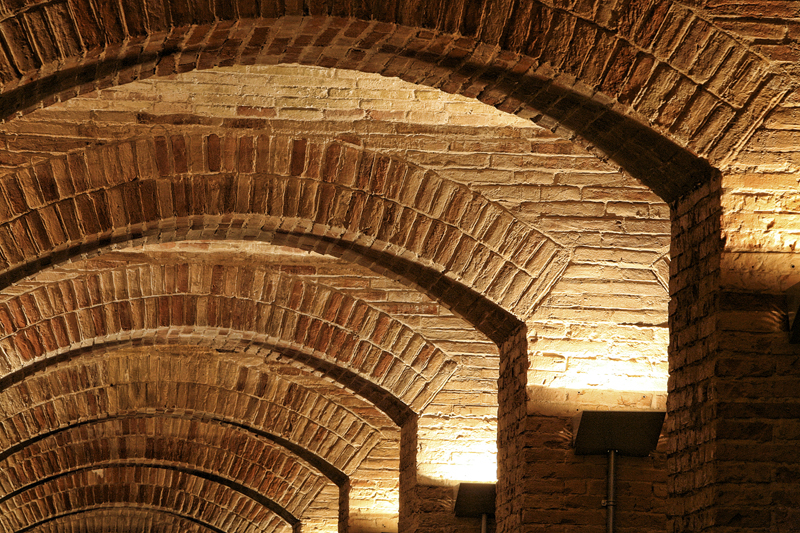
Algunes formes clàssiques de construcció empren la fàbrica, a la foto una sèrie d'arcs rebaixats.

En construcció s'entén per fàbrica al conjunt d'elements constructius mínims que suposa una estructura arquitectònica. Aquests elements constructius poden estar lligats per un morter que augmenta l'adhesió entre ells, o poden estar junts en equilibri. La fàbrica s'elabora amb materials tallats o conformats que són molt resistents a la compressió com són la pedra, el maó i en certes ocasions la tova. La fàbrica es trava en forma de diveros aparells i conforma els paraments i plementeries dels llençs així com d'estructures arquitectòniques bàsiques com a arcs, voltes i cúpules. Tots ells solen denominar-se de manera genèrica com a estructures fabrils que permeten la modularidad. Les estructures fabrils es van emprar en l'arquitectura exclusivament fins a mitjan segle xix.

## Història
L'ús de fàbriques en la construcció arquitectònica es remunta als inicis de la història de l'Arquitectura, i pot dir-se que entra en declivi quan al segle xix es comença a introduir tècniques amb materials com el ferro colat, l'acer i el formigó armat. Tots ells materials que permeten la construcció contínua (com per exemple els arcs continus). Tots ells permetien la sol·licitació de certa quantitat de flexió.
Les estructures fabrils es van emprar en construccions clàssiques com les piràmides d'Egipte i els zigurats, els temples europeus com les catedrals. Des de sempre es va emprar la pedra, el maó i la tova. D'entre ells és considerada la pedra com el material més noble de fàbrica.

## Materials
En l'arquitectura clàssica, la fàbrica ha estat realitzada amb un d'aquests tres materials: maó, pedra i tova. Tots ells posseeixen com a característiques comunes el seu fàcil conformat, i la seva elevada resistència a la compressió.